# روب ميرفي
روب ميرفي هو لاعب هوكي الجليد كندي، ولد في 7 أبريل 1969 في هال ‏ في كندا.

## وصلات خارجية
- روب ميرفي على موقع دوري الهوكي الوطني (الإنجليزية)
- روب ميرفي على موقع EliteProspects.com (الإنجليزية)
- روب ميرفي على موقع HockeyDB.com (الإنجليزية)
- روب ميرفي على موقع Hockey-Reference.com (الإنجليزية)